# Световна цифрова библиотека
Световна цифрова библиотека (на английски: World Digital Library, WDL) е електронна библиотека, създадена първоначално от Библиотеката на Конгреса на САЩ, днес под ръководството на ЮНЕСКО. В библиотеката са събрани дигитални версии на много най-ценни материали по история и култура от цял свят.
През октомври 2007 г. в Париж, на 34-тата сесия на ЮНЕСКО е обявен и представен прототип на Световна цифрова библиотека (наричана и Световна дигитална библиотека).
Идеята е инициирана от Конгресната библиотека на САЩ и се разработва в широко сътрудничество с библиотечни и други институции от цял свят. Към 2018 г. работи на 7 езика. Целта на проекта е да се постигне свободен достъп чрез интернет технологията до библиотечните единици на световните библиотечни центрове.
Световната цифрова библиотека е открита на 21 април 2009 г. в главната квартира на UNESCO в Париж, Франция. Тогава WDL разполага с 1 236 единици. В началото на 2018 г. в нейните списъци фигурират над 18 000 единици от около 200 страни, някои от които са датирани от 8000 г. пр.н.е.

## Партньори
Партньорите в проекта „Световна цифрова библиотека“ включват:
- Библиотека Александрина
- Национална парламентарна библиотека
- Китайска национална библиотека
- Национална библиотека на Франция
- Руска национална библиотека
- Руска държавна библиотека и мн. др.